# Ralph Lawrence Brinster
Ralph Lawrence Brinster (Montclair, Nova Jérsei, 10 de março de 1932) é um médico veterinário e geneticista estadunidense.

## Condecorações
- Medalha Nacional de Ciências (2010)[1]